# Amund Sjøbrend
Amund Martin Sjøbrend (* 1. Dezember 1952 in Sør-Odal) ist ein ehemaliger norwegischer Eisschnellläufer.
Sjøbrend wurde 1981 in Oslo Mehrkampfweltmeister. Außerdem siegte er in diesem Jahr bei der Mehrkampfeuropameisterschaft. Aufgrund dieser Erfolge wurde er mit der Oscar Mathisen Memorial Trophy ausgezeichnet.

## Weblinks

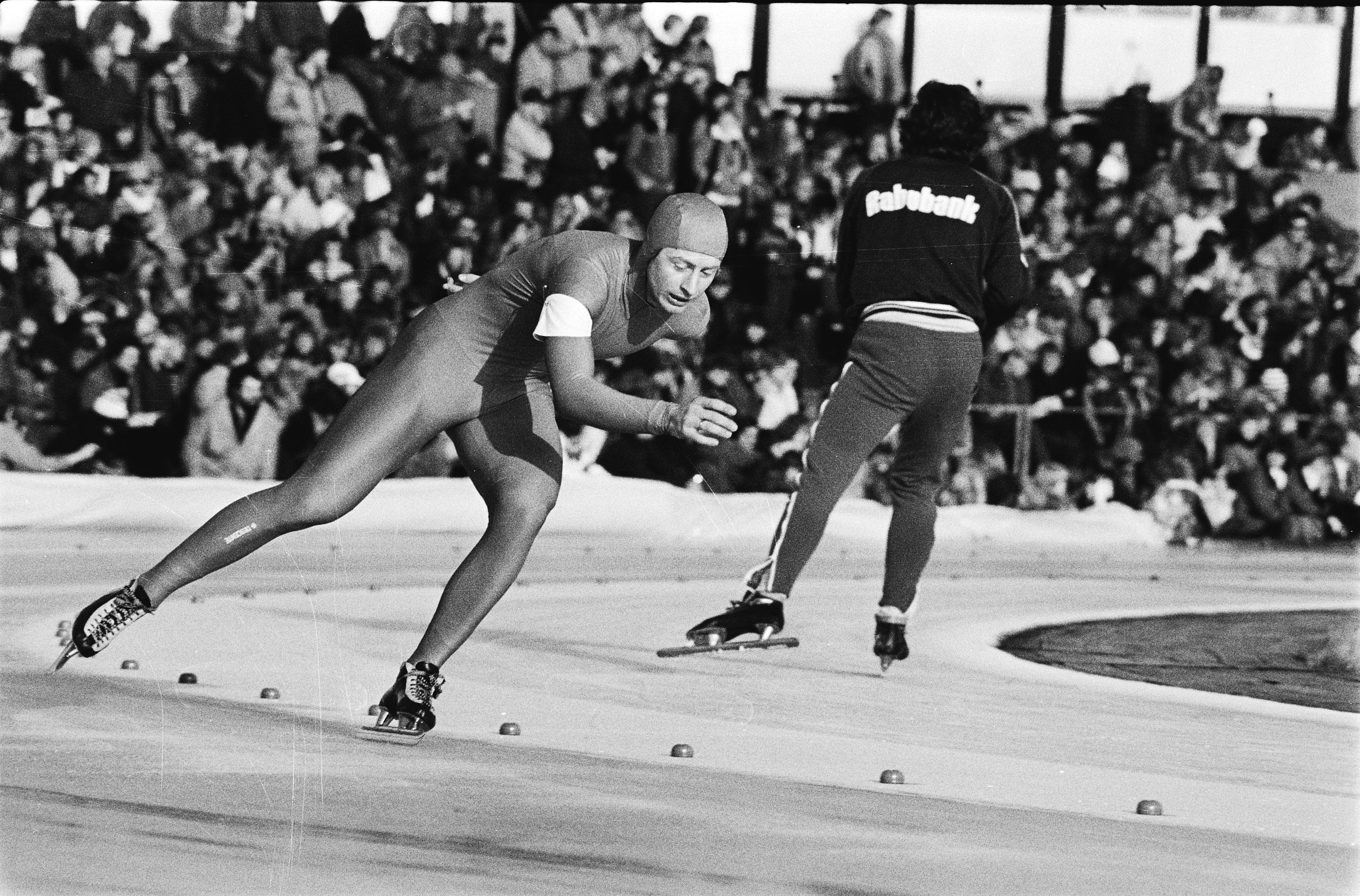
Amund Sjøbrend, 1980